# تایشتونگن
تایشتونگن (به آلمانی: Teistungen) یک شهر در آلمان است که در آیشسفلد واقع شده‌است. تایشتونگن ۲٬۵۱۰ نفر جمعیت دارد.

## خواهرخوانده
شهر دبشینا خواهرخواندهٔ تایشتونگن هست.